# Serra Nova Dourada
Serra Nova Dourada este un oraș în Mato Grosso (MT), Brazilia.